# چاکراکوچا
چاکراکوچا (به اسپانیایی: Chacraccocha) یک کوه در پرو است که در منطقه کوسکو واقع شده‌است. چاکراکوچا ۵٬۰۰۰ متر بالاتر از سطح دریا واقع شده‌است.